# Reprezentacja Armenii na Mistrzostwach Świata w Narciarstwie Klasycznym 2009
Reprezentacja Armenii na Mistrzostwach Świata w Narciarstwie Klasycznym 2009 liczyła 5 sportowców. Najlepszym wynikiem było 67. miejsce (Sergej Mikajelian) w biegu mężczyzn na 30 km.

## Medale

### Złote medale
Brak

### Srebrne medale
Brak

### Brązowe medale
Brak

## Wyniki

### Biegi narciarskie mężczyzn
Sprint
- Hovhannes Sargsyan - 92. miejsce (odpadł w kwalifikacjach)
- Argam Grigoryan - 102. miejsce (odpadł w kwalifikacjach)
- Sergej Mikajelian - 105. miejsce (odpadł w kwalifikacjach)
- Tadewos Poghosjan - 128. miejsce (odpadł w kwalifikacjach)

Bieg na 30 km
- Sergej Mikajelian - 67. miejsce
- Tadewos Poghosjan - 73. miejsce
- Hovhannes Sargsyan - nie ukończył
- Argam Grigoryan - nie wystartował

### Biegi narciarskie kobiet
Sprint
- Qristine Khachatryan - 95. miejsce (odpadła w kwalifikacjach)